# Венгрия на зимних Олимпийских играх 1928
Венгрия принимала участие в Зимних Олимпийских играх 1928 года в Санкт-Морице (Швейцария) во второй раз за свою историю, но не завоевала ни одной медали.

## Состав сборной
Страну представляли 13 спортсменов (все — мужчины), которые выступили в соревнованиях по хоккею, конькобежному спорту, лыжным гонкам и лыжному двоеборью.
Самым молодым участником сборной был 20-летний хоккеист Миклош Барча, самым старшим — вратарь хоккейной сборной 48-летний Бела Ордоди. Знаменосцем был лыжник Дьюла Сепеш.

## Результаты

### Конькобежный спорт
Соревнования прошли на катке «Бадруттс Парк». 
Мужчины
| Дистанция | Дата       | Спортсмен    | Результат | Результат |
| Дистанция | Дата       | Спортсмен    | Время     | Место     |
| --------- | ---------- | ------------ | --------- | --------- |
| 500 м     | 13 февраля | Золтан Этвёш | 46,8      | 19        |
| 1500 м    | 14 февраля | Золтан Этвёш | 2:27,9    | 10        |
| 5000 м    | 13 февраля | Золтан Этвёш | 9:34,4    | 20        |

### Лыжное двоеборье
Соревнования по лыжному двоеборью прошли с 17 по 18 февраля.  Место проведения: 
- олимпийский трамплин (Санкт-Мориц)
- холмы вокруг Санкт-Морица (лыжные гонки).

Венгрию в этом виде спорта представлял только Дьюла Сепеш, он не финишировал в лыжной гонке и не получил места в итоговом протоколе.

### Лыжные гонки
Мужчины
| Дистанция | Дата       | Спортсмен    | Результат      | Результат |
| Дистанция | Дата       | Спортсмен    | Время          | Место     |
| --------- | ---------- | ------------ | -------------- | --------- |
| 18 км     | 17 февраля | Ференц Немет | не финишировал | —         |
| 18 км     | 17 февраля | Дьюла Сепеш  | не финишировал | —         |

### Хоккей
В отборочном турнире венгерская команда попала в группу A, где проиграла Франции, Бельгии и Великобритании; в итоговом протоколе Венгрия заняла последнее 11 место. 
| М | Сборная        | И | В | Н | П | ШЗ | ШП | РШ | О |
| - | -------------- | - | - | - | - | -- | -- | -- | - |
| 1 | Великобритания | 3 | 2 | 0 | 1 | 10 | 6  | +4 | 4 |
| 2 | Франция        | 3 | 2 | 0 | 1 | 6  | 5  | +1 | 4 |
| 3 | Бельгия        | 3 | 2 | 0 | 1 | 9  | 10 | -1 | 4 |
| 4 | Венгрия        | 3 | 0 | 0 | 3 | 2  | 6  | −4 | 0 |

Время местное.
| 11 февраля 1928 13:00 | Франция | 2:0 (0:0, 2:0, 0:0) | Венгрия | Ледовый стадион «Бадруттс Парк», Санкт-Мориц |

| Отчёт                                       | Отчёт          | Отчёт   | Отчёт         | Отчёт                 |
| ------------------------------------------- | -------------- | ------- | ------------- | --------------------- |
|                                             |                |         |               |                       |
|                                             | Филипп Лефебюр | Вратари | Хайнрих Тибор | Судья: Андре Поплимон |
|                                             | Голы:          |         |               | Судья: Андре Поплимон |
| Альфред де Раух — 23:00 Леон Куалья — 27:00 | 1:0 2:0        |         |               | Судья: Андре Поплимон |
|                                             |                |         |               | Судья: Андре Поплимон |
|                                             |                |         |               | Судья: Андре Поплимон |
|                                             |                |         |               | Судья: Андре Поплимон |
|                                             |                |         |               | Судья: Андре Поплимон |
|                                             |                |         |               |                       |

| 12 февраля 1928 08:30 | Бельгия | 3:2 (0:1, 3:1, 0:0) | Венгрия | «Бадруттс Парк», Санкт-Мориц |

| Отчёт                          | Отчёт             | Отчёт                     | Отчёт         | Отчёт            |
| ------------------------------ | ----------------- | ------------------------- | ------------- | ---------------- |
|                                |                   |                           |               |                  |
|                                | Эктор Шотто       | Вратари                   | Хайнрих Тибор | Судья: П. Мюллер |
|                                | Голы:             |                           |               | Судья: П. Мюллер |
| Марко Пелтзер Пьер Ван-Рейсхот | 0:1 :1 1:2 :2 3:2 | Бела Вайнер Шандор Миндер |               | Судья: П. Мюллер |
|                                |                   |                           |               | Судья: П. Мюллер |
|                                |                   |                           |               | Судья: П. Мюллер |
|                                |                   |                           |               | Судья: П. Мюллер |
|                                |                   |                           |               | Судья: П. Мюллер |
|                                |                   |                           |               |                  |

| 16 февраля 1928 11:45 | Великобритания | 1:0 (1:0, 0:0, 0:0) | Венгрия | «Бадруттс Парк», Санкт-Мориц |

| Отчёт          | Отчёт         | Отчёт   | Отчёт       | Отчёт                 |
| -------------- | ------------- | ------- | ----------- | --------------------- |
|                |               |         |             |                       |
|                | Уильям Спичли | Вратари | Бела Ордоди | Судья: Андрэ Поплимон |
|                | Голы:         |         |             | Судья: Андрэ Поплимон |
| Эрик Карратерс | 1:0           |         |             | Судья: Андрэ Поплимон |
|                |               |         |             | Судья: Андрэ Поплимон |
|                |               |         |             | Судья: Андрэ Поплимон |
|                |               |         |             | Судья: Андрэ Поплимон |
|                |               |         |             | Судья: Андрэ Поплимон |
|                |               |         |             |                       |